# 笑福亭喬明
笑福亭 喬明（しょうふくてい きょうめい、2000年8月4日 - ）は、大阪府出身の落語家。本名：木本 萌。所属事務所は松竹芸能。上方落語協会会員。

## 来歴・人物
小学5年生の時、学校寄席で笑福亭喬介の『動物園』と桂ちょうば（現・4代桂米之助）の『時うどん』を聴いたのがきっかけで落語に出会い、地域の人の前で『初天神』を4人1組のリレー形式で披露した。讀賣新聞に取材され、落語に取り組んでいる小学校があるという記事の中で「将来落語家になるかもしれない女の子」と紹介されたこともあった。
大阪市内の写真専門学校を卒業後、2021年3月20日に喬介に入門。中学生以降は落語はたまに聴く程度であったが、専門学校卒業前に何が楽しかったのかを振り返った時に小学生当時の落語が頭に浮かび、天満天神繁昌亭や各地の落語会に足を運んだ。その際に喬介を見かけ、西宮神社で行われた喬介主宰の落語会に足を運び、弟子入りを決心。周囲の人に「喬介師匠の弟子になりたい」と言いふらした末、西宮神社で行われた落語会で弟子入りを懇願、専門学校卒業の翌日に入門した。
2024年5月1日に年季明け。同じく松竹芸能に所属している松鶴一門の笑福亭呂翔、笑福亭喬龍、笑福亭喬路と共にユニットライブを行うなどの活動をしている。
2025年8月6日、うつ病と診断されたことを明らかにし、活動の休止を発表した。

## 出演番組

### テレビ
- ぶらばん。（姫路ケーブルテレビ）
- ゆうドキッ!（奈良テレビ）
- すもももももも！ピーチCAFÉ（読売テレビ）

### ラジオ
- ミクチャ×ラジオ大阪 若手芸人冠番組争奪戦（2023年3月、ラジオ大阪）
- 大喜利めーめー（2025年 - 、ラジオ大阪）※ポッドキャスト配信[6]